# Aronia
Aronia (Aronia Medik.) – rodzaj roślin z rodziny różowatych. Obejmuje dwa gatunki i mieszańca między nimi. Rośliny te występują w naturze we wschodniej części Ameryki Północnej – od Nowej Fundlandii i Ontario po Florydę i Teksas. Rosną tam w wilgotnych i bagiennych lasach oraz na mokradłach. Kwiaty zapylane są zwykle przez pszczoły, przy czym rośliny te zdolne są do tworzenia nasion zarówno w wyniku zapylenia krzyżowego, samopylności, jak i apomiksji.
Aronia czerwona A. arbutifolia uprawiana jest jako ozdobna dla czerwonych owoców i intensywnie purpurowych barw liści jesienią. Aronia czarna A. melanocarpa uprawiana jest dla jadalnych owoców, zasobnych w witaminy, zwłaszcza P, wykorzystywanych do przetworów, także do barwienia soków i żywności. W Polsce uprawiana i dziczejąca jest aronia czarna, rzadziej uprawiana jest aronia czerwona i mieszaniec tych dwóch gatunków – aronia śliwolistna A. ×prunifolia, przy czym mieszaniec, jak i aronia czarna notowane są lokalnie jako gatunki dziczejące.

## Morfologia
PokrójKrzewy osiągające zwykle do 2 m wysokości, rzadko do 4 m, o pędach zwykle prosto wzniesionych, często licznych, wyrastających także z odrostów. Kora szara lub brązowa, gładka. Nie występują krótkopędy i ciernie. Pędy są nagie lub przylegająco owłosione.
LiściePojedyncze, skrętoległe, krótkoogonkowe, wsparte przyległymi do ogonków wąskimi i trwałymi przylistkami. Blaszka zwykle eliptyczna do odwrotnie jajowatej, osiągająca od 2,5 do 7,5 cm długości (rzadko dłuższa). Brzeg blaszki jest płaski, ostro, gruczołowato karbowanopiłkowany.
KwiatyZebrane zwykle po 5–12 w kwiatostany baldachogroniaste. Hypancjum jest dzwonkowate, nagie lub owłosione. Działki kielicha w liczbie 5, są wzniesione i trójkątne. Płatków korony jest 5, mają kształt od eliptycznego do zaokrąglonego, kolor zwykle biały, rzadziej są zaróżowione. Korona osiąga średnicę od 12 do 20 mm. Pręcików jest 16–22, równej długości jak płatki. Zalążnia powstaje z 5 owocolistków zrośniętych doosiowo, zawierających po dwa zalążki.
OwoceJabłkowate o średnicy ok. 1 cm, czerwone lub czarne, w zależności od gatunku (u mieszańca pośrednie – ciemnoczerwonoczarne do fioletowoczarnych). Zwieńczone są trwałymi działkami i zawierają 2–8 nasion.

## Systematyka
Pozycja systematyczna
Rodzaj z plemienia Pyreae, podrodziny Spiraeoideae (dawniej Pomoideae) z rodziny różowatych Rosaceae lub (w innym ujęciu) do podplemienia Malinae, plemienia Maleae, podrodziny Amygdaloideae w tej samej rodzinie.
Aronie były (jak wiele rodzajów w obrębie różowatych) bardzo rozmaicie klasyfikowane w przeszłości, włączano je m.in. do rodzajów: Adenorachis, głóg Crataegus, Halmia, jabłoń Malus, nieszpułka Mespilus, grusza Pyrus, jarząb Sorbus i jeszcze w latach 90. XX wieku mocno wskazano na podstawie analiz morfologicznych na ich przynależność do rodzaju głogownik (Photinia). Koncepcje te nie znalazły jednak mocnego wsparcia w analizach filogenetycznych opartych na badaniach genetycznych.
Wykaz gatunków
- aronia czerwona Aronia arbutifolia (L.) Pers.
- aronia czarna, a. czarnoowocowa Aronia melanocarpa (Michx.) Elliott
- aronia śliwolistna Aronia ×prunifolia (Marschall) Rehder